# 福長優
福長 優（ふくなが ゆう、1988年7月12日 - ）は、日本のファッションモデル、女性タレント。神奈川県出身。エイベックス・マネジメント所属。

## 人物
- 趣味：スイーツを食べ歩き
- 特技：愛犬に芸を仕込む
- 資格：普通自動車免許
- 好きな言葉：感謝・ありがとう

## 出演

### 雑誌
- S Cawaii!専属モデル（主婦の友社）

### テレビ番組

#### バラエティー・その他
- しゃべくり007（日本テレビ）
- 受命天地占術（BSフジ）
- ブランディア うれしいことふやそう!（日本海テレビ、2010年4月～2011年3月、レギュラーMC）
- アリケン （テレビ東京、2010年7月24日、アリケンCafeコーナーで、里見茜、高橋由真と共にゲスト）

### ファッションショー
- 2009渋谷ガールズコレクション